# 十二試三座水上偵察機
十二試三座水上偵察機（じゅうにしさんざすいじょうていさつき）とは川西航空機製作所と愛知航空機が試作した水上偵察機。愛知が試作した機体は、1940年（昭和15年）に正式採用され、零式水上偵察機となった。ここでは、川西製の機体（略符号はE13K）について述べる。

## 概要
昭和12年に日本海軍は、九四式水上偵察機の後継機の開発を川西と愛知に指示した。海軍からの要求は、艦載機としても水上基地からでも運用できる長距離偵察機ということで、最大速度は370km/hとなっていた。試作機の納期は1938年（昭和13年）9月までとされていたが、愛知航空機の機体はこれに間に合わず失格とされた。一方、川西製の機体は納期間際の1938年9月に完成、初飛行した。
川西製の機体は全金属製の単葉の水上機で、主翼は折りたたみが可能であった。主翼にはダブル・スロッテッド・フラップを装備し、滑水中の安定性確保の為垂直尾翼は下方まで延長されていた。エンジンの出力、武装とも、九四式水上偵察機よりも強力になっていた。
性能審査は1938年10月から開始されたが、十二試三座水偵は飛行時の安定性が悪く、又機体の強度に問題があることが判明した。また、最大速度は海軍の要求値を20km/h下回っていた。このため、川西では機体の改良に取り掛かったが、試作1号機はフラッター事故で破損し、試作2号機は試験飛行中行方不明になってしまった。そこで海軍では急遽、失格後も愛知航空機で自主開発していた愛知製の十二試三座水偵を審査することになった。
川西と愛知製の試作機を比較審査した結果、速度性能以外の諸性能は川西製が上回ったものの差は僅差で、機体の信頼性、実用性の面で大きく劣るとされ川西製の機体は不採用となった。

## スペック
- 全長： 11.73 m
- 全幅： 14.49 m
- 全高： 4.45 m
- 自重： 2,170 kg
- 全備重量： 3,550 kg
- エンジン： 三菱 金星三型改 空冷複列星型14気筒 公称1,030 hp × 1
- 最大速度： 350 km/h
- 巡航速度： 222 km/h
- 実用上昇限度： 6,690 m
- 航続時間： 16時間
- 武装：
  - 7.7 mm旋回機関銃 × 1
  - 60 kg爆弾 × 4 または 250 kg爆弾 × 1
- 乗員： 3名